# Xylophanes chiron
Espèce
Xylophanes chiron est une espèce de lépidoptères de la famille des Sphingidae, de la sous-famille des Macroglossinae, tribu des Macroglossini, sous-tribu des Choerocampina, et du genre Xylophanes.

## Biologie
Les larves se nourrissent sur les Rubiacées.

## Systématique
L'espèce Xylophanes chiron a été décrite par le naturaliste britannique Dru Drury, en 1771, sous le nom initial de Sphinx chiron.

### Synonymie
- Sphinx chiron Drury, 1771 Protonyme
- Sphinx chiron nechus Cramer, 1777
- Sphinx sagittata Goeze, 1780
- Sphinx butus Fabricius, 1787
- Choerocampa druryi Boisduval, 1875
- Choerocampa haitensis Butler, 1875

### Taxinomie
Liste des sous-espèces
- Xylophanes chiron chiron
- Xylophanes chiron cubanus Rothschild & Jordan, 1906 Cuba et Porto Rico
- Xylophanes chiron lucianus Rothschild & Jordan, 1906 République dominicaine, Guadeloupe

Synonymie pour cette sous-espèce
Xylophanes chiron martiniquensis Kernbach, 1964
- Xylophanes chiron nechus (Cramer, 1777)[2] Brésil et Guyane

Synonymie pour cette sous-espèce
Sphinx nechus Cramer, [1777]
Chaerocampa nechus Godman & Salvin, 1881.

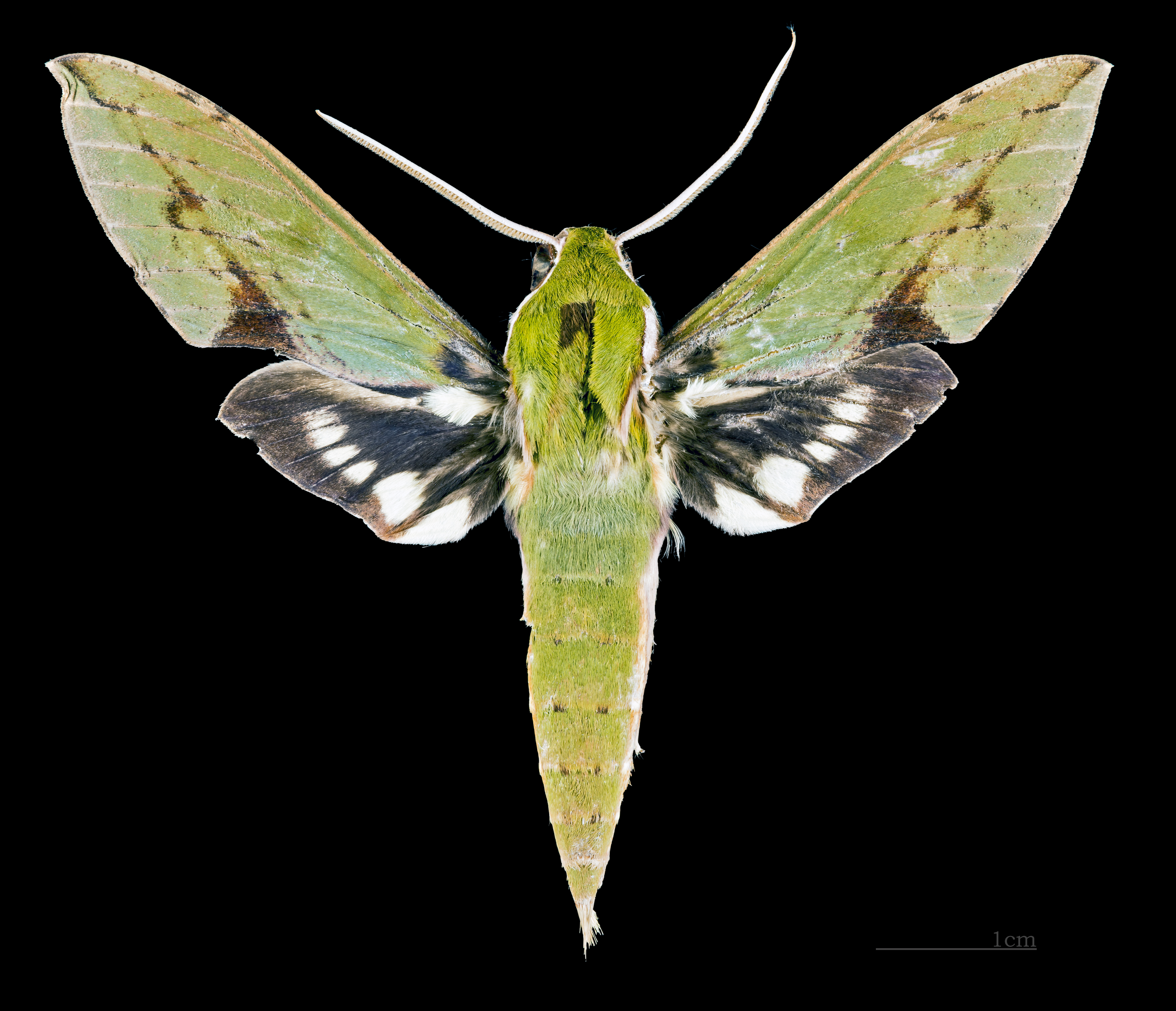
Xylophanes chiron nechus face dorsale du mâle MHNT
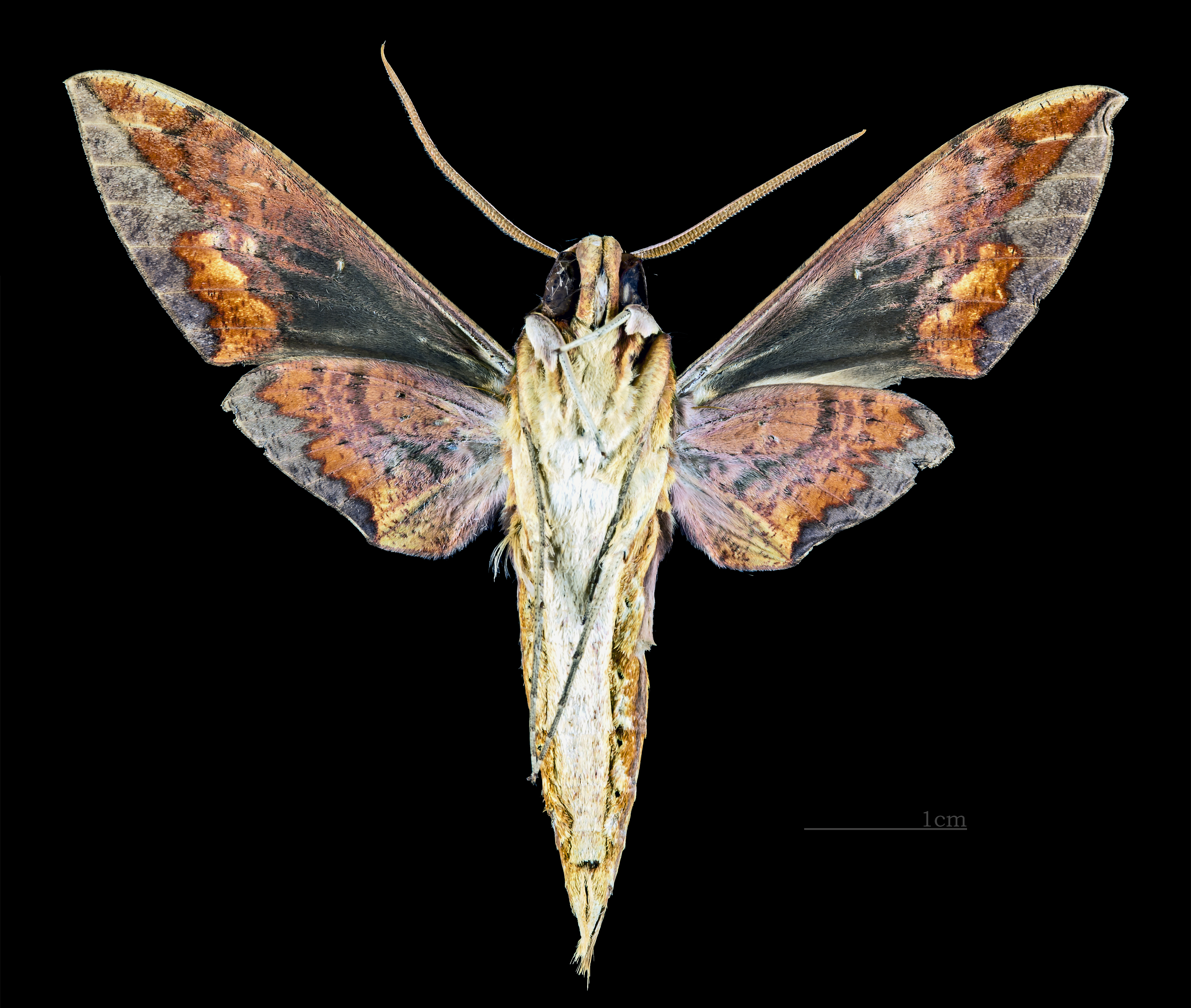
Xylophanes chiron nechus revers du mâle MHNT
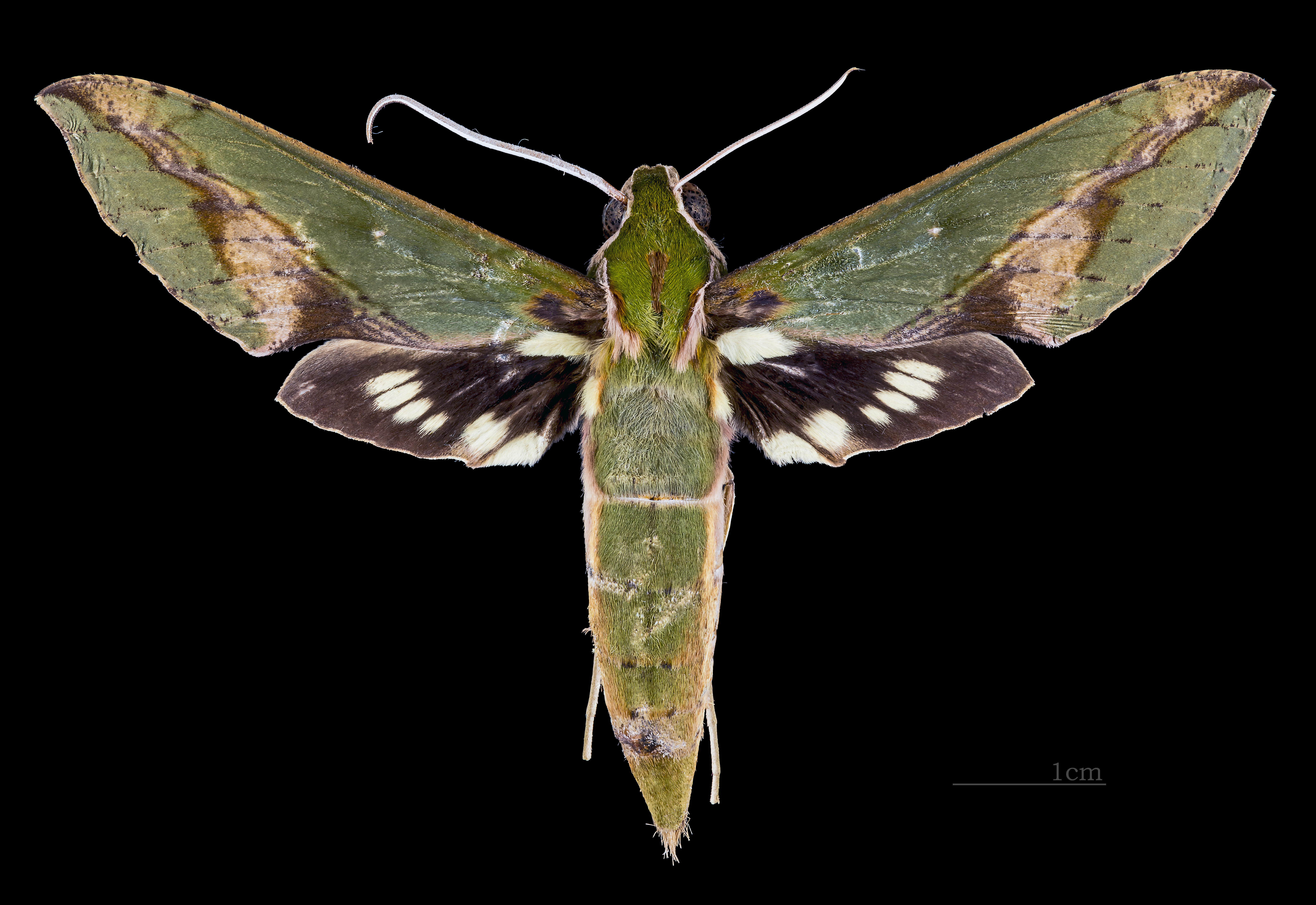
Xylophanes chiron nechus face dorsale de la femelle MHNT
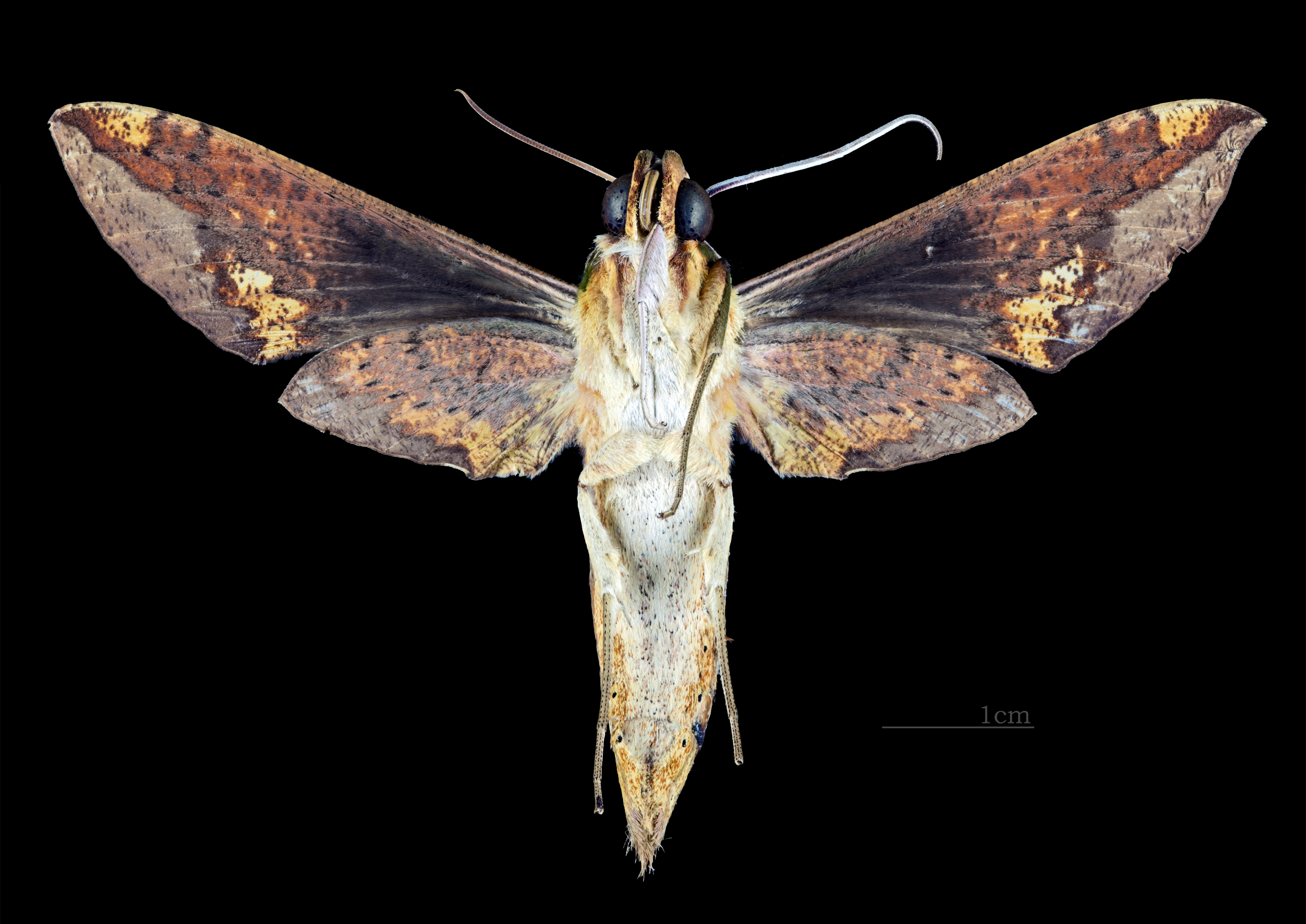
Xylophanes chiron nechus revers de la femelle MHNT

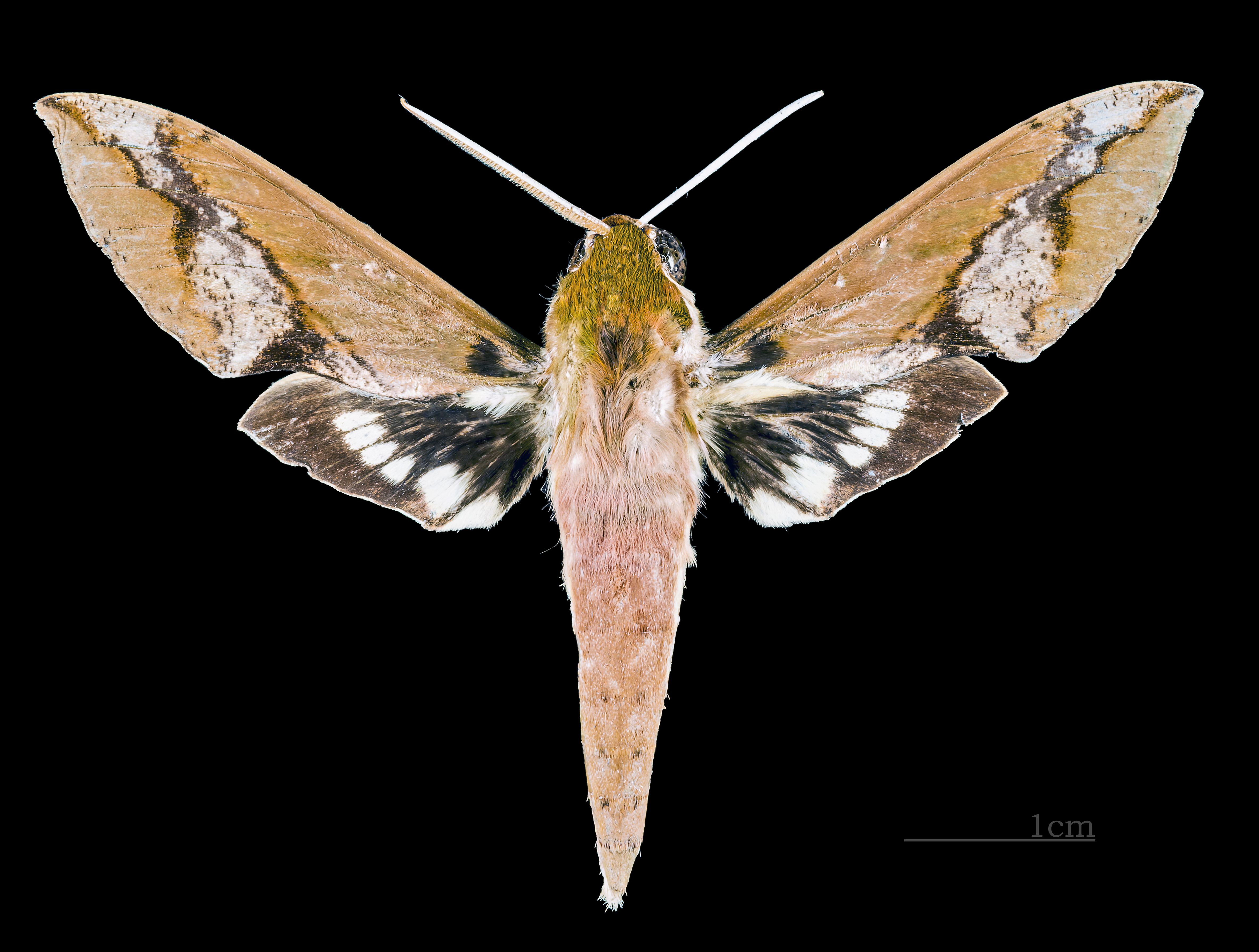
Xylophanes chiron cubanus face dorsale du mâle MHNT
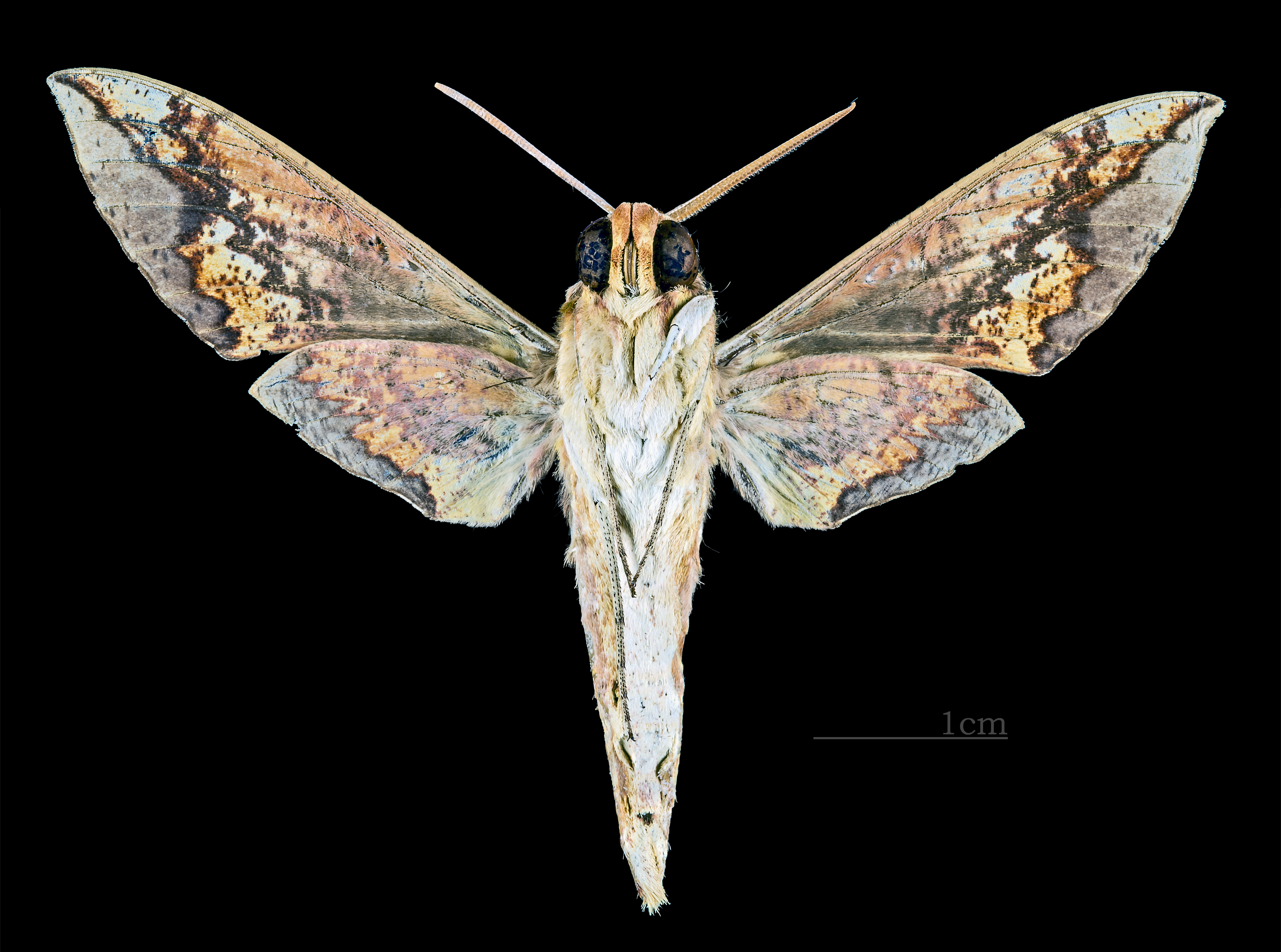
Xylophanes chiron cubanus revers du mâle MHNT
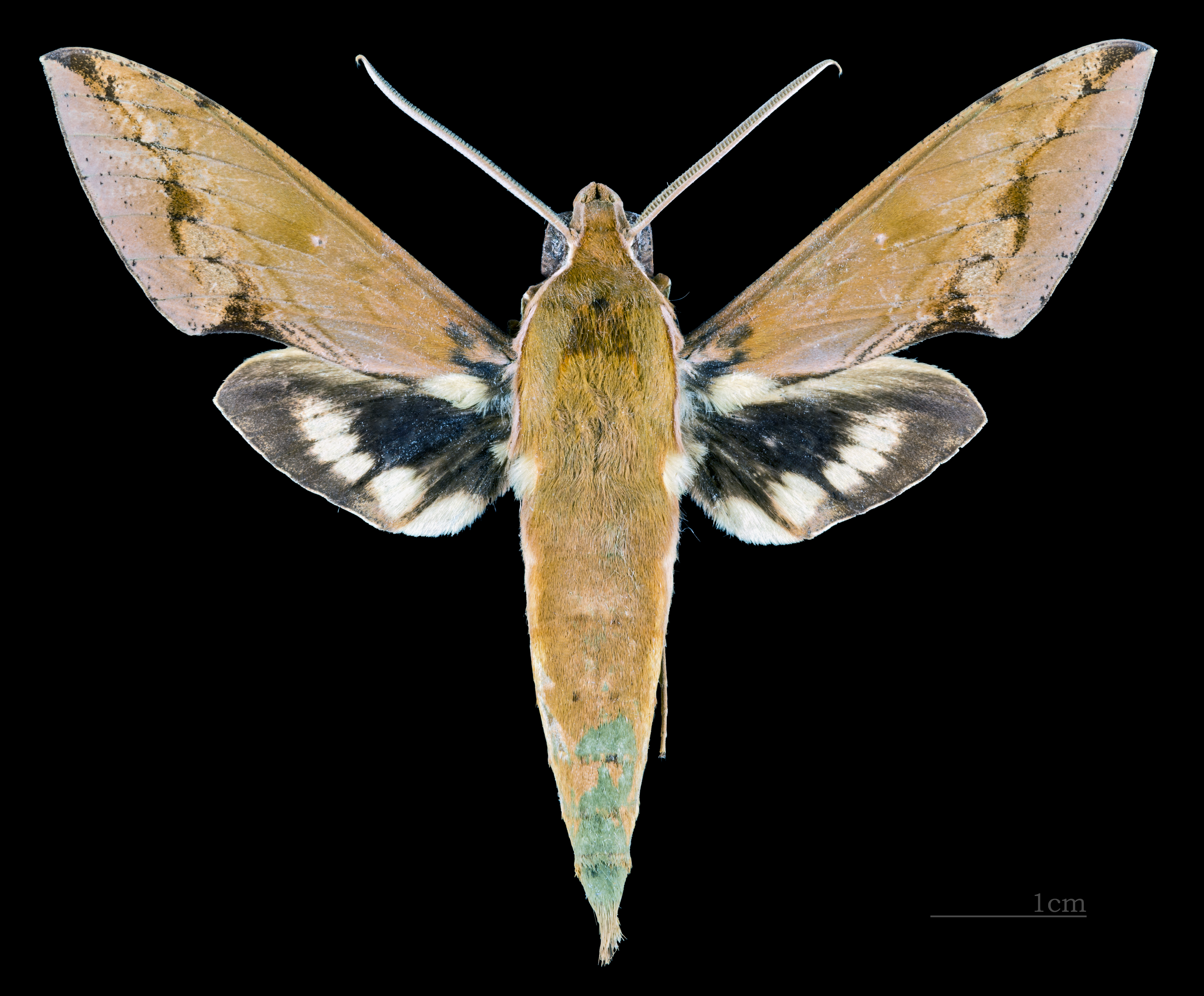
Xylophanes chiron lucianus face dorsale du mâle MHNT
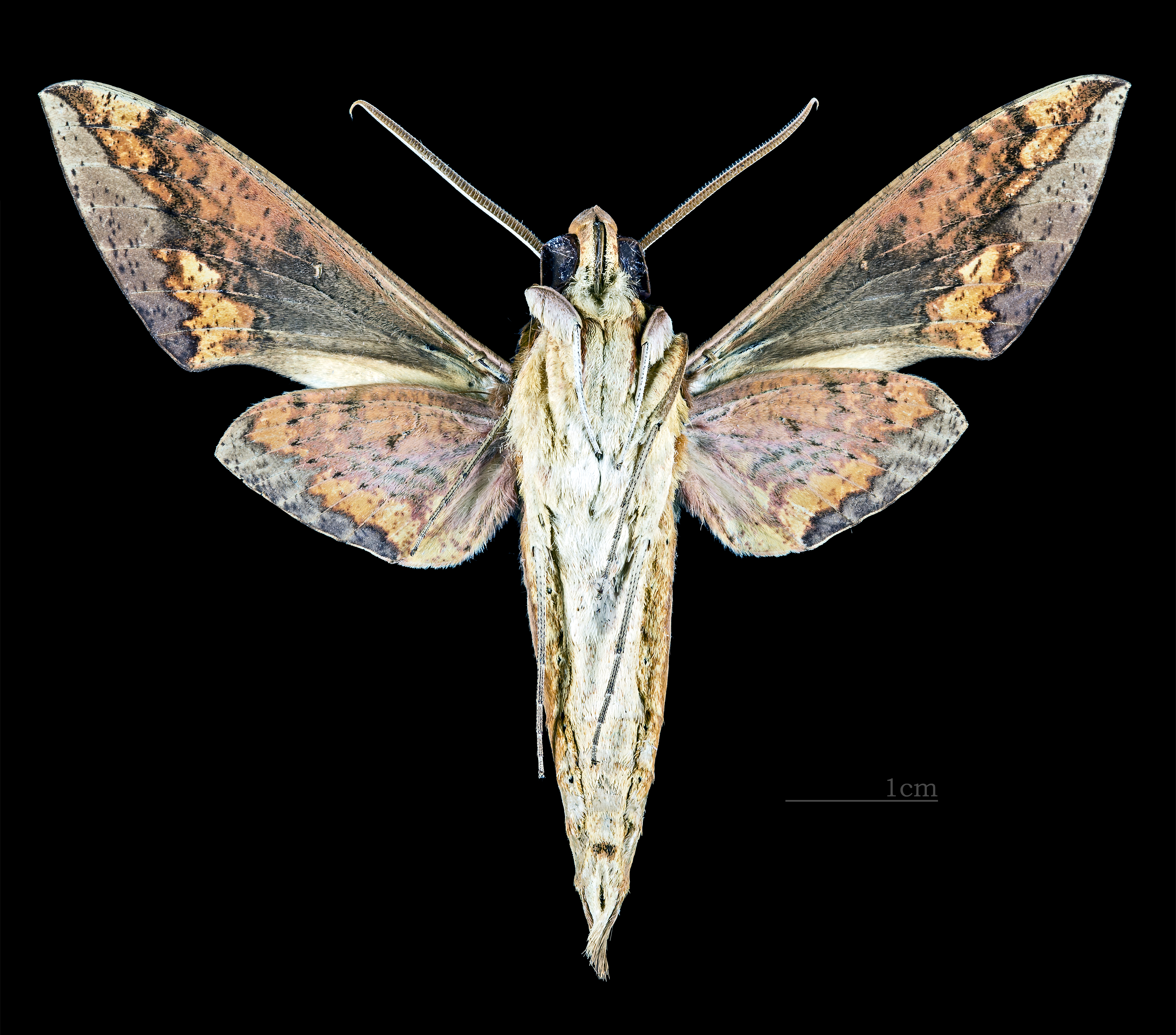
Xylophanes chiron lucianus revers du mâle MHNT